# Assunzione della Vergine (Annibale Carracci Prado)
L'Assunzione della Vergine è un dipinto di Annibale Carracci custodito nel Museo del Prado. Si tratta di una delle diverse prove dedicate dal pittore al tema. 

## Storia
La prima menzione dell'opera si trova nella descrizione del Monastero dell'Escorial di padre Francisco de los Santos, che la definisce pintura de gran nombre.
Il dipinto infatti si trovava dal 1656 in quella sede in quanto donato (insieme ad altre quaranta opere) al luogo di culto simbolo della monarchia spagnola dal re Filippo IV. Particolare degno di menzione è che a curare la collocazione dei dipinti in questione – compresa l'Assunzione di Annibale – fu personalmente il grande Diego Velázquez, pittore di corte di Filippo d’Asburgo.
Si presume che l'opera sia arrivata in Spagna come dono al sovrano inviato dal conte di Monterrey che aveva lungamente soggiornato in Italia prima come ambasciatore della corona spagnola presso il papa e poi come viceré a Napoli.
La fuoriuscita dall'Italia del dipinto già nel corso del XVII secolo e la sua verosimile iniziale collocazione privata – desumibile dal piccolo formato che fa pensare ad una destinazione finalizzata al culto personale dell'ignoto committente – spiegherebbero il silenzio su quest’opera da parte dei biografi secenteschi di Annibale: della piccola Assunzione madrilena infatti  non v’è menzione né nella Felsina Pittrice (1678) di Carlo Cesare Malvasia né nelle Vite  (1672) di Giovanni Pietro Bellori, cioè le fonti più dettagliate sull'attività dell’artista bolognese.
Nel 1839 l'Assunzione di Annibale fu trasferita nel Museo del Prado dove si trova attualmente.
Ignota è la data di esecuzione del dipinto che, esclusivamente su basi stilistiche, è collocata tra il 1587 e il 1590.

## Descrizione e stile

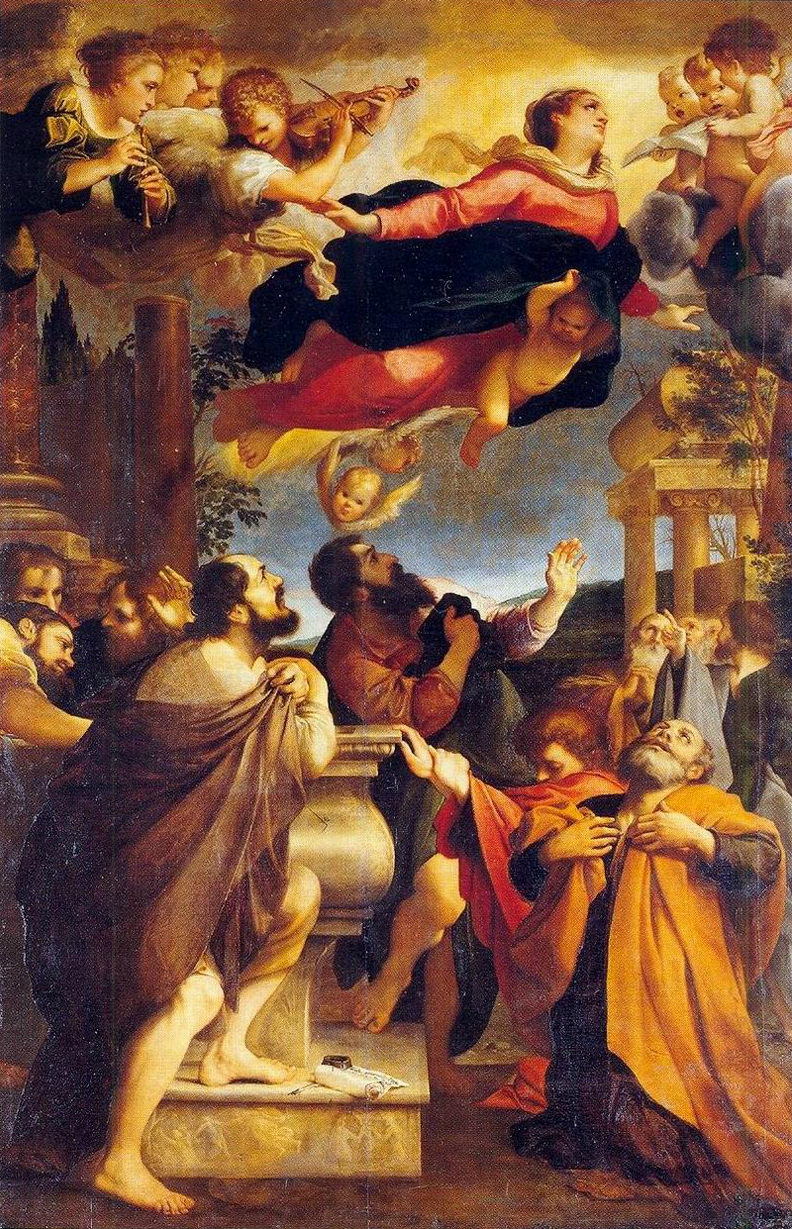
Annibale Carracci, Assunzione della Vergine, 1587 ca., Dresda, Gemäldegalerie Alte Meister

Come già notava Francisco de los Santos nel 1657 la tela di Annibale mostra forte influenza dell’esempio veneziano (il religioso spagnolo coglie in particolare similitudini con la pittura del Tintoretto).
Anche la critica moderna ha confermato tale influsso ed in particolare ha messo la piccola tela madrilena in relazione con una grande pala d’altare realizzata da Annibale per la Confraternita di San Rocco di Reggio Emilia, parimenti raffigurante l’Assunzione di Maria (opera ora custodita a Dresda).
Nella versione madrilena si coglierebbe una rielaborazione della tela un tempo a Reggio effettuata giustappunto alla luce della pittura lagunare, nel frattempo assimilata da Annibale, come dimostrano sia l'assai più accentuato dinamismo dell’azione sia i vividi colori della teletta del Prado.
Altro elemento che svela la matrice veneta dell'opera è stato scorto nel colonnato corinzio (in alto a sinistra) di derivazione palladiana e di cui molti esempi similari si trovano in Paolo Veronese, pittore verso il quale Annibale Carracci, a cavallo degli ultimi due decenni del secolo sedicesimo, manifesta altissima ammirazione.
Il moto ascensionale della Vergine, la dinamica gestualità degli apostoli che trasmette al riguardante l'intensa carica emozionale che pervade l'evento in corso, l'efficacissima fusione dell'elemento paesistico con quello architettonico fanno della piccola Assunzione di Madrid un testo eloquentemente esemplificativo delle istanze protobarocche che sul finire del nono decennio del Cinquecento sempre più emergono nella pittura di Annibale Carracci. Non a caso la paletta del Prado è stata avvicinata agli affreschi di Palazzo Magnani a Bologna (le Storie della fondazione di Roma ) già definiti l'Adamo ed Eva della pittura barocca.  
Il rilevato venetismo dell'opera, in assenza di ogni altra informazione sulle circostanze di realizzazione del dipinto, ha condotto la critica ad una datazione che oscilla tra il 1587 e il 1590, cioè il periodo di maggior interesse del maestro bolognese per quella grande tradizione artistica.